# مسعود أختر
مسعود أختر (5 سبتمبر 1940 - 5 مارس 2022)، هو ممثل باكستاني 

## حياته
ولد مسعود أختر في 5 سبتمبر 1940 في ساهيوال. بعد أن تلقى تعليمه الإبتدائي في مدرسة محلية، التحق بكلية موري. عندما رحل إلى لاهور، حصل على وظيفة في أحد البنوك وكذلك في الراديو. بدأ حياته المهنية في التمثيل في الستينيات من القرن العشرين وسرعان ما أصبح أحد أشهر الفنانين على المسرح. منذ عام 1968، ظهر في العديد من الافلام، حيث غلب على ادائه دور الشخصيات الشريرة.

## جوائز
- حصل على وسام الامتياز الرئاسي من قبل حكومة باكستان في 14 أغسطس 2005.[7]

## روابط خارجية
- مسعود أختر في قاعدة بيانات الأفلام على الإنترنت